# Mounia Meddour
Mounia Meddour (Moscú, 1978) es una directora de cine y documentales franco-argelina. En 2019 estrenó su primer largometraje, Papicha. Sueños de libertad  en homenaje a las mujeres argelinas que lucharon y resistieron durante la llamada "Década Negra" de Argelia en los años 90. 

## Biografía
Nació en Moscú en 1978. Su padre es el director de cine argelino Azzedine Meddour y su madre es de origen ruso. A los 20 años tuvo que abandonar Argelia con su familia, dado que su padre estaba en una lista de personas a las que las autoridades pensaban eliminar.
Realizó estudios de posgrado en la escuela de periodismo, luego se formó en cine y audiovisuales en Francia donde obtuvo un diploma del Centro Europeo de Formación para la Producción Cinematográfica (CEFPF), en realización de ficción en 2002 y luego en dirección. documental en 2004, y en la escuela de verano Fémis en 2004.
A raíz de estas formaciones, dirigió varios documentales, como Particules elementaires en 2007, o La Cuisine en héritage en 2009  , posteriormente en 2011 Cinéma algérien, un nouveau souffle (Cine argelino, un nuevo aliento), un documental sobre la nueva generación de directores argelinos que está surgiendo, a pesar de la falta de financiación. Ese mismo año 2011 dirigió su primer cortometraje de ficción, Edwige. Este cortometraje recibió una mención especial en las Jornadas Cinematográficas de Argel.
En 2019, estrenó su primer largometraje, Papicha, sueños de libertad, rodado en la primavera de 2018 en Argelia que fue seleccionado para el Festival de Cine de Cannes. Además de dirigirla, Meddour es coguionista y en ella cuenta la historia en parte autobiográfica de la joven, Nedjma, una apasionada de la moda e intenta organizar un desfile en su residencia universitaria en 1990. Como contexto se evocar una década de violencia y terrorismo, la de los años noventa, en Argelia y la presión de los islamistas y una sociedad cada vez más conservadora sobre las mujeres, sus conductas y su vestimenta. Se presenta en el Festival de Cine de Cannes en la sección "   Un cierto respeto ” , y también recibió tres premios en el Festival de Cine Francófono de Angoulême. Esta película también está nominada al César 2020 en la categoría de Mejor ópera prima, y su actriz Lyna Khoudri, con quien ha preparado extensamente su papel, también fue seleccionada en la lista de potencial Mejor Revelación Femenina . Finalmente, el 28 février 202028 de febrero de 2020  , durante la fiesta de César, la película ganará dos César. César a la mejor ópera prima y un César a la mejor esperanza femenina para la actriz principal.

## Vida personal
Desde 2005 está casada con el director de cine y productor Xavier Gens.

## Filmografía
Es directora y guionista de: 
- 2007: Particules elementaires (documental, 50 min)[5]
- 2009: La cuisine en héritage  (documental, 52 min)[6][16]
- 2011: Cinéma algérien, un nouveau souffle (documental, 52 min),[17][18]
- 2012: Edwige (cortometraje, 15 min)[19]
- 2019: Papicha  (largometraje)
- 2023: Houria (largometraje)

## Distinciones
- Festival de Cine Francófono de Angulema 2019   : Valois del guion de Papicha
- César 2020 : Mejor ópera prima por Papicha [11]